# 마그달레나 프라츠코비아크
마그달레나 프라츠코비아크(폴란드어: Magdalena Frąckowiak, 1985년 10월 8일 ~ )는 폴란드의 모델이다.